# 22440 Bangsgaard
22440 Bangsgaard este un asteroid din centura principală de asteroizi.

## Descriere
22440 Bangsgaard este un asteroid din centura principală de asteroizi. A fost descoperit pe 17 mai 1996 la Modra de Adrián Galád și Alexander Pravda. Asteroidul prezintă o orbită caracterizată de o semiaxă mare de 3,18 ua, o excentricitate de 0,24 și o înclinație de 11,7° în raport cu ecliptica.